# أوانا غريغوري
أوانا غريغوري (بالرومانية: Oana Gregory؛ بالإنجليزية: Oana Gregory) هي ممثلة رومانية وأمريكية، ولدت في 9 يناير 1996 في رومانيا.

## وصلات خارجية
- أوانا غريغوري على موقع IMDb (الإنجليزية)
- أوانا غريغوري على موقع روتن توميتوز (الإنجليزية)
- أوانا غريغوري على موقع قاعدة بيانات الفيلم (الإنجليزية)